# 大阪市立巽中学校
大阪市立巽中学校（おおさかしりつ たつみ ちゅうがっこう）は、大阪府大阪市生野区にある公立中学校。
学校は大阪内環状線に面している。大阪内環状線の建設工事の際、学校敷地の一部を道路建設用地として提供している。
旧中河内郡巽村（のち巽町、1953年大阪市に編入）の中学校として、学制改革と同時の1947年に創立した。

## 沿革
- 1947年4月1日 - 大阪府中河内郡巽村立中学校として創設。
- 1947年6月1日 - 現在地へ移転。
- 1948年12月1日 - 巽村が町制施行で巽町となったことに伴い、巽町立中学校と改称。
- 1953年1月14日 - 巽町立巽中学校と改称。
- 1955年4月3日 - 巽町の大阪市への編入に伴い、大阪市立巽中学校に改称。
- 1960年9月25日 - 国道479号（大阪内環状線）建設に伴い、校地の一部を道路用地に転用し、校地を削減。
- 1962年3月18日 - 講堂兼体育館竣工。
- 1965年 - プール完成
- 1971年11月25日 - 全国学校保健体育優良校として文部省から表彰を受ける。
- 1976年4月1日 - 大阪市立新巽中学校が分離開校。
- 2013年4月 - 大阪市が公募した民間人校長が着任[1]

## 通学区域
- 大阪市立北巽小学校の通学区域全域。
- 大阪市立巽小学校の通学区域の一部。

## 出身者
- トミーズ - 漫才師（トミーズ雅・トミーズ健とも同校卒業生）
- 伊原剛志 - 俳優
- 長原成樹 - お笑いタレント
- 柴田智恵野 - 競泳選手、1968年メキシコシティー・1972年ミュンヘンオリンピック日本代表

## 交通
- 地下鉄千日前線 南巽駅 北へ約400m。
- 地下鉄千日前線 北巽駅 南へ約700m。
- 大阪シティバス 「巽中学校前」または「巽公設市場前」バス停。